# Drepanocassis
Drepanocassis is een geslacht van kevers uit de familie bladkevers (Chrysomelidae).
De wetenschappelijke naam van het geslacht werd in 1936 gepubliceerd door Spaeth.

## Soorten
- Drepanocassis profana (Boheman, 1855)